# غير مرتبطين
غير المرتبطين (بالإنجليزية: Non-Inscrits) هم أعضاء في البرلمان الأوروبي ولا ينتمون إلى أي من المجموعات السياسية المعترف بها. قد يكونوا أعضاء في أحزاب وطنية، أو أوروبية، ولكن حتى يتم تشكيل مجموعة سياسية في البرلمان الأوروبي، يجب ينتمي إليها 25 عضواً على الأقل من سبع دول مختلفة. إن كون أي عضو جزء من مجموعة سياسية يمنحه الحق بالحصول على تمويل ومقاعد في اللجان، ولكن يجب أن تتكون المجموعات على أساس أيديولوجي.
تأسس بشكل موازي لمجموعة غير المرتبطين المجموعة التقنية للمستقلين، ولكن لم يعد ذلك مسموحاً حيث تم رفع الحد الأدنى من متطلبات تشكيل المجموعات السياسية.
خلال الدورة السادسة للبرلمان الأوروبي، شكل 23 عضواً يمينياً غير مرتبطاً مجموعة تحت اسم الهوية والتقاليد والسيادة في بداية عام 2007، لكنها انهارت في 14 تشرين الثاني / نوفمبر 2007 بسبب خلافات داخلية.

## أعضاء مجموعة غير المرتبطين
تتضمن الأحزاب التالية أعضاءً لها ضمن مجموعة غير المرتبطين في البرلمان الأوروبي:
| الدولة           | الحزب الوطني                                                            | الحزب الأوروبي | الحزب الأوروبي | عدد الأعضاء |
| ---------------- | ----------------------------------------------------------------------- | -------------- | -------------- | ----------- |
| كرواتيا          | الدرع البشري ‏ Živi zid (ZZ)                                             |                | بدون           | 1 / 12      |
| كرواتيا          | ميسلاف كولاكوشيتش ‏ (مستقل)                                              |                | مستقل          | 1 / 12      |
| ألمانيا          | دي بارتاي Die PARTEI                                                    |                | بدون           | 1 / 96      |
| ألمانيا          | مارتن بوشمان ‏ (مستقل)                                                   |                | مستقل          | 1 / 96      |
| اليونان          | الحزب الشيوعي اليوناني Κομμουνιστικό Κόμμα Ελλάδας (ΚΚΕ)                |                | INITIATIVE ‏    | 2 / 21      |
| اليونان          | الوعي الشعبي الوطني ‏ Εθνική Λαϊκή Συνείδηση (Ε.ΛΑ.ΣΥΝ.)                 |                | APF ‏           | 1 / 21      |
| اليونان          | أثناسيوس كونستانتينو ‏ (مستقل، مدعوم من قبل الفجر الذهبي)                |                | مستقل          | 1 / 21      |
| المجر            | يوبيك Jobbik Magyarországért Mozgalom                                   |                | بدون           | 1 / 21      |
| إيطاليا          | حركة النجوم الخمسة Movimento 5 Stelle (M5S)                             |                | بدون           | 10 / 76     |
| إيطاليا          | أندريا كاروبو ‏ (مستقل)                                                  |                | مستقل          | 1 / 76      |
| ليتوانيا         | العمال ‏ Darbo Partija (DP)                                              |                | ALDE           | 1 / 11      |
| هولندا           | دوريان روكميكر ‏ (مستقل)                                                 |                | مستقل          | 1 / 29      |
| سلوفاكيا         | حزب الشعب - سلوفاكيا لنا ‏ Kotleba – Ľudová strana Naše Slovensko (ĽSNS) |                | APF ‏           | 2 / 14      |
| إسبانيا          | معاً من أجل كتالونيا Junts per Catalunya (JuntsxCat)                     |                | بدون           | 3 / 59      |
| الاتحاد الأوروبي | الإجمالي                                                                | الإجمالي       | الإجمالي       | 27 / 705    |

قبل انسحاب المملكة المتحدة من الاتحاد الأوروبي في 31 كانون الثاني / يناير 2020، ضمت المجموعة 30 عضواً بريطانياً منهم 29 عضو من حزب بريكزت وواحد فقط من الحزب الديمقراطي الاتحادي (أيرلندا الشمالية).